# Ліара Т'Соні
Лі́ара Т'С́оні (англ. Liara T'Soni) — один із персонажів серії Mass Effect, супутниця капітана Шепард(а), представниця раси асарі, ксеноархеолог і спеціаліст з протеан. Після подій Mass Effect стає торговцем інформацією, а пізніше займає місце Сірого Посередника.

## Біографія
Народилася 2077 року на планеті Тессія. Батьки — матріарх Бенезія та матріарх Етіта. Її виховувала тільки Бенезія. Ліара є «чистокровною» асарі. З дитинства проявляла цікавість до досліджень. Одного разу вона залізла в старі руїни і ледь вибралася звідти. Коли мати дізналася про це, вона прочитала їй довгу нотацію, а на наступний день купила Ліарі її першу книгу з історії. Приблизно у 50 років закінчила Серрайський університет на Тессії, отримавши докторський ступінь з археології. Наступні ~50 років Ліара подорожувала по Галактиці, досліджуючи руїни протеан, невелику розповідь про досліди можна почути відразу після її порятунку з планети Терум в Mass Effect. Самостійно сформувала теорію про цикли розвитку цивілізацій Чумацького Шляху, пов'язані з Женцями, але через молодість і «чистокровність», більш впливові асарі не сприймали її всерйоз. Ліара, на відміну від своїх ровесниць, вела спокійне, майже одиноке життя.

## Mass Effect

### Терум
Ліара проводила досліди на планеті Терум, розташованій в зоряній системі Кносс, скупчення Тау Артеміди, на якій знаходилися протеанські руїни, коли на неї раптово напали гети під керівництвом кроганського воєначальника. Асарі вдалося сховатися від них, проте вона сама попала в пастку, коли активувала протеанське силове поле, яке скувало її тіло. Плюсом такого положення було те, що й вороги не могли до неї дістатись. Якщо командор відвідує Терум не першим зі списку планет, то, побачивши команду, асарі вирішить, що у неї почалися галюцинації, і створіння, які стоять з іншого боку силового поля, просто плід її уяви. Скоріше за все, вона вже змирилася і подумки приготувалася до смерті, оскільки не бачила ніяких можливостей самостійно звільнитися.
Але коли Т'Соні зрозуміла, що Шепард справжній(я), вона злякалася, бо не знала, чого очікувати. Перш ніж капітан звільнив(ла) асарі, один з його супутників застерігає командора, небезпідставно припускаючи, що Ліара може бути небезпечною, адже її мати працює на Сарена. Ця заява викликає в неї обурення, і асарі каже, що вона не така як її мати. Після знешкодження силового поля, Ліара все ще сумнівається, бо не знає, навіщо вона знадобилась капітанові, але охоче йде на контакт і спокійно відповідає на питання. Після розмови втручаються гети на чолі з кроганом. Асарі говорить, що той від неї нічого не отримає. Після бою Ліара приєднується до команди «Нормандії SR-1».

### На борту Нормандії
За словами лікаря Чаквас, асарі була дуже виснажена, через довге перебування в силовому полі, але загрози для її здоров'я немає. Ліара ще раз дякує капітану за порятунок, розуміючи, що Сарен міг знову попробувати схопити її. Вона не знає, навіщо гети прийшли за нею. Ліара обіцяє, що її знання про протеан можуть допомогти капітану, і що вона готова надати будь-яку допомогу, яка від неї буде потрібна. Також вона, як і всі асарі, володіє сильними біотичними здібностями.
На початку Ліарі не довіряє практично вся команда «Нормандії», але висловлюють свою недовіру лише деякі, говорячи, що вона така ж, як і її мати. Під час розмови з Шепард(ом) вона дізнається, що його(її) розум взаємодіяв з протеанським маяком, і, не думаючи, говорить йому(їй), що з нього(неї) вийшов би чудовий піддослідний, проте пізніше до неї доходить сенс сказаного, і вона старається виправитись. Вона говорить, що у капітана велика сила волі, адже протеанський маяк міг знищити слабкий розум капітана. Шепард може розпитати асарі і про інші маяки.
Сама Ліара вважає, що її життя не таке цікаве, позаяк в основному вона була на дальніх розкопках і діставала з землі різний мотлох, який тільки могла знайти серед протеанських руїн. З приводу самотності асарі відповіла, що деколи їй потрібно побути на самоті і привести думки в порядок; вона надає перевагу роботі з комп'ютерами і записам, тому що в присутності інших вона завжди говорить якісь нісенітниці. Ліара любить свою роботу, оскільки їй подобається розкривати таємниці минулого.
Саме тому, коли Шепард отримав(ла) від Шиали шифр протеан, Ліара запропонувала свою допомогу в упорядкуванні отриманих капітаном даних. Щоб заглянути в розум капітана, Ліара використала злиття розумів. асарі здивувалася, побачивши в мозку людини такі живі і яскраві картини минулого, і зраділа, що їй вдалося торкнутися таких знань. Те, що вона десятиліттями намагалася викопати з-під уламків, не можна було порівняти з тим, що вона щойно побачила. Т'Соні знову дивується сильній волі капітана.

### Новерія
Те, що сталося на Новерії, в дослідницькому центрі Байнері Хелікс під назвою «Вершина 15», було серйозним випробуванням для Т'Соні, позаяк вона могла битися зі своєю матір'ю. Бенезія вже була під дією навіювання Сарена, і вигляд доньки в компанії Шепард(а), якого(яку) Сарен наказав знищити, викликав у неї гнів. Шепард намагався(лася) достукатися до матріарха, але вплив Сарена надто сильно затуманив розум асарі.
Незважаючи на сильне навіювання, Бенезії вдається на деякий час звільнитися від впливу Сарена, і матріарх розказує про задум божевільного Спектра. Також вона каже, що завжди гордилася своєю донькою. Проте Бенезія вже не володіла собою і напала на Ліару і її супутників, але сили були не рівні, і матріарх знову ослабла. Перед смертю вона з любов'ю дивиться на свою доньку і з ніжністю в голосі говорить, як колись казала в дитинстві: «На добраніч, Маленьке Крильце! Ми побачимося знову на світанку». На очах дівчини проступили сльози. Їй важко дивитися на те, як вмирає її мати, але асарі розуміє, що її вже не врятувати.
Вже на борту «Нормандії», Шепард відвідує асарі і цікавиться, як вона почувається. Ліарі сумно, але вона вже змирилася зі смертю матері. Їй щиро жаль, що все вийшло саме так, і Бенезія вже не була собою. асарі сказала, що повернути вже нічого не можна, і вона постарається забути про те, що сталося, але запам'ятати Бенезію такою, якої знала її з дитинства. За розвитку стосунків з Т'Соні, Ешлі (якщо Шепард — чоловік) або Кайден (якщо Шепард — жінка) може почати ревнувати асарі до капітана, через що в них станеться конфлікт. Шепард повинен(а) вибрати одного члена команди для продовження розвитку любовної лінії.
Після місії на Вермаєрі в мозку Шепард(а) залишаються додаткові дані з маяка протеан, який Сарен доставив в свою лабораторію. Ліара знову пропонує капітану з'єднати уривки докупи.

### Відкриття
Асарі вдається зрозуміти зміст послання протеан. Це був сигнал лиха. Також їй вдається зрозуміти, що ціль Сарена — планета протеан під назвою Ілос. Ліара повідомляє команду, що єдиний спосіб потрапити на цю планету, — це знайти Мю-ретранслятор, який після вибуху наднової відкинуло, і ніхто до цього не знав його місцезнаходження. Якщо б не виклик Удіни, команда відправилася б на Ілос негайно, але замість цього «Нормандія» була заблокована в доці на Цитаделі.
Шепард був(ла) пригнічений(а) позбавленням корабля, і асарі з властивою їй прямотою заявила, що з капітаном вчинили несправедливо, і обурюється з приводу вчинку і мотиву Ради. Вона всіляко підбадьорює командора і закликає до дії. В даному епізоді видно, що асарі не привикла здаватися сама і вимагає того ж від інших. асарі вірить в Шепард(а) і вважає, що бій ще не закінчено.
Якщо б Шепард не взяв(ла) Ліару на Ілос, в команді не було б нікого, хто був би добре знайомий з протеанською культурою, а розмова з Стражем доказувала правоту її теорії хоча б в тому, що життя в Галактиці піддавалося знищенню кожні п'ятдесят тисяч років. Після перемоги над Володарем, уламки велетенського корабля завалили Шепард(а). Очі Ліари наповнились слізьми, і асарі ледь стримувалася, щоб не розплакатися, адже вона вважала, що втратила свого коханого.

### Роман
Якщо Шепард починає будувати відносини з Ліарою, то з часом вона розкаже, що ніколи ні з ким раніше не займалася коханням, і вважає цю ідею трохи лячною. Однак поступово її довіра до капітана збільшується, вона зізнається, що відчуває між ними особливий зв'язок. Коли «Нормандію» блокують на Цитаделі, Ліара підходить до капітана, щоб втішити і підбадьорити його. Вони майже поділяють поцілунок, але їх перериває Джокер.
Коли «Нормандія» здійснює втечу і знаходиться на дорозі до Ілоса, Ліара приходить до каюти капітана, заявляючи, що хоче провести з ним(нею) ніч. Вона повна впевненості, що готова до близьких стосунків, і боїться, що може більше ніколи не побачити Шепард(а) знову. Після того, як вони закінчили, Ліара зізнається, що вона ще ніколи не відчувала чогось подібного. Асарі додала, що для неї неважливо, що станеться на Ілосі, але вона вдячна капітанові за все.

### Таланти
| \| Клас: Учений-асарі \| \| \| \| Кидок \| \| \| Підйом \| \| \| Деформація \| \| \| Сингулярність \| \| \| Бар'єр \| \| \| Стазис \| \| \| Перша допомога \| \| \| Перевантаження \| |                |
| Клас: Учений-асарі |                |
| | Кидок          |
| | Підйом         |
| | Деформація     |
| | Сингулярність  |
| | Бар'єр         |
| | Стазис         |
| | Перша допомога |
| | Перевантаження |

## Mass Effect 2
```
В ході подій гри, ми дізнаємося, що Ліара намагається знайти свого друг Ферона, схопленого на кораблі Сірого Посередника. Справа ускладнилася тим, що вона не знала, де шукати Ферона, і чи він живий. Вона звинувачує себе за те, що дрелл попав до лап Сірого Посередника, і пошуки таємничого і могутнього ворога перетворюються у нав'язливу ідею. Асарі покидає ксеноархеологію, прибуває на Ілліум і відкриває своє бюро торгівлі інформацією. Через пару років Т'Соні добилася вражаючих результатів, навчилася жорстко вести справи і стала одним із найвідоміших та найповажніших торговців інформацією. Але чим більше даних надходить до неї, тим більше вона стає одержимою ідеєю вистежити Сірого Посередника. Ти не менше, всі її старання марні. Їй протистоїть сильний ворог, який вміло ховається і не залишає надій вистежити його.
```

Одного разу до Ліари надходить інформація про те, що спочатку на Омезі, а потім на Цитаделі бачили капітана Шепард(а). Коли вона дізнається, що нова «Нормандія» прямує до Ілліума, знаючи місцеві бюрократичні перепони, асарі зв'язується з керівництвом космопорту і заявляє, що сама оплатить витрати, зв'язані з перебуванням у доці.
Асарі дає волю почуттям. Минуло вже два роки після загибелі капітана. Вона вважала його(її) мертвим(ою), хоча тільки що перевірила, що він(вона) живий(а), і була невимовно щаслива, побачивши його(її) знову. Ліара розгублена, але взявши себе в руки, асарі запитала капітана про ціль його(її) прибуття на Ілліум. Можливо, Шепард був(ла) єдиною людиною, з ким Ліара поділилася інформацією безплатно. Але у неї було прохання до капітана. Ліара попросила Шепард(а) зібрати деякі дані. Зі слів Ліари, ця інформація наблизить її до виявлення місцезнаходження Сірого Посередника. Отримавши дані, Ліара дізнається, що в Нос Астрі працюють агенти Сірого Посередника. Їхня головна ціль — не дати їй вийти на свого роботодавця. Це підтверджує її секретар — Ніксеріс, яка нібито по своїх каналах отримала інформацію, що групу координує хтось на ім'я «Спостерігач». Т'Соні просить допомоги у Шепард(а). Капітан справляється з завданням, і асарі розуміє — секретар її дезінформувала і намагалась пустити хибним слідом. Ліара викликає її до себе, дізнається, що Сірий Посередник спеціально підіслав до неї Ніксеріс, і отримував повну інформацію про всі плани Ліари. А зараз зрадниця отримала наказ вбити Ліару. Ліара вбиває Ніксеріс. Після цього Шепард запрошує її в команду, але Т'Соні відмовляється. Тепер її жага знайти і відімстити Сірому Посереднику стає маніакальною одержимість, що лякає навіть командора. Але «Цербер», хоч і пізно, вже ж вирішив віддячити Ліарі Т'Соні, чи то за допомогу в поверненні тіла Шепард(а), чи то за допомогу в пошуках потенційних помічників капітана для виконання самовбивчої місії.

### DLC «Лігво Сірого Посередника»
Ліара прагне дій і просить Шепард(а) допомогти їй. Вона настільки зла на Сірого Посередника, що обіцяє знищити його, після чого його рештки з легкістю помістяться в чашці для кави. Коли капітан дає згоду, асарі пропонує зустрітися в її квартирі і швидко залишає Шепард(а). Коли капітан і його(її) супутники приходять до апартаментів Ліари, то зустрічають там поліцію, але самої Ліари тут вже немає. Її зникненням зацікавилася Спектр асарі — Тела Вазір.
У Ліари розкішна двоповерхова квартира з величезним панорамним вікном, через яке злочинець намагався її вбити, але не врахував, що асарі взяла до уваги минулі промахи і можливість повторної спроби її усунення з боку Сірого Посередника. Ліара забезпечила броньоване скло ще й додатковим кінетичним бар'єром, що і врятувало її від кулі найманого вбивці.
Вона навіть зберегла частину старої броні Шепард(а), що натякає на те, що капітан був(ла) їй дуже дорогим(ою). На стіні у непримітному кутку висів диплом Серрайського університету планети Тессія, виданий на ім'я Ліари Т'Соні.
Ліара була обережною і постаралася сховати дані від сторонніх очей і рук. В спальні, на другому поверсі, біля ліжка стояла рамка з фотографією першої «Нормандії», і коли Шепард взяв(ла) її в руки, зображення помінялося на протеанські руїни. Отже, Ліара запрограмувала рамку на дотик капітана, тоді як на дотик будь-кого іншого рамка ніяк би не відреагувала. Новим зображенням асарі залишила Шепард(у) підказку, і в одному з постаментів, на якому стояв протеанський артефакт, капітан виявив(ла) сховок з диском даних. На ньому була інформація про те, що Ліара відправилася до офісу «Баріа Фронтірс» на зустріч зі своїм інформатором.
Ліара повинна зустрітися з інформатором на третьому поверсі, але коли прибуває Шепард, Вазір і загін, відбувається серія вибухів. Шепард і загін прокладають собі дорогу наверх від центрального входу, поки Вазір приземляється на даху будівлі і продовжує шлях вниз. Коли Шепард досягає офісу «Баріа Фронтірс», Вазір уже там, а інформатор Ліари мертвий. Вазір питає, чи не знайшов(ла) Шепард тіло Ліари, але перш, ніж він(вона) встигає відповісти, з тіні з'являється сама Ліара і спрямовує дуло пістолета на Вазір. Вона каже, що Вазір була одною з тих, хто хотів її вбити, і що Вазір має з собою диск, на якому координати місцезнаходження Сірого Посередника, і який вона забрала у мертвого інформатора.
Потім Шепард і загін спрямовують зброю на Вазір, яка розбиває вікно, і кидає уламки скла своєю біотичної силою, щоб відволікти капітана і щезнути. Ліара створює біотичне поле, щоб захистити загін, і Шепард виштовхує Вазір через розбите вікно. Після короткої сутички, Ліара теж стрибає у вікно, використовуючи біотику, щоб сповільнити падіння, і поки Шепард і загін пробиваються через торговельний центр, вона переслідує Вазір, врешті-решт наздоганяє її на посадковій площадці за межами будівлі.
Коли Шепард з загоном прибувають, Вазір, яка тепер залишилася в меншості, викликає свій аерокар, стрибає в нього і на повній швидкості намагається втекти. Ліара сідає в інший аерокар, до неї приєднується Шепард. Шепард керує транспортом, поки Ліара слідкує за перешкодами і Вазір. В результаті вони її наздоганяють, і Вазір намагається збити їх в повітрі. Тим не менше, Вазір зіштовхується з іншим транспортним засобом і розбивається на даху готелю Лазур. Шепард приземляється на даху готелю і Ліара приєднується до нього в погоні за Вазір.
Вазір бере заручницю, і Шепард намагається вмовити Спектра відпустити її. Тим не менше, слова марні і Вазір вступає в бій. Вони б'ються з Вазір, потім вбивають її. Ліара підходить до неї першою, забирає диск і йде аналізувати його, поки Шепард розмовляє з Вазір перед тим, як вона помре. Коли Шепард повертається і запитує, чи це та інформація, що їм потрібна, Ліара відповідає, що це те що їм потрібно, і тепер вона нарешті зможе наздогнати Сірого Посередника і знищити його з допомогою Шепард(а). Також Ліара згадує, що їх план і її бажання стосуються повернення Ферона, і повідомляє Шепард(у) свій план нападу на Посередника.
Якщо у вас був роман з Ліарою в першій частині, вона відкидає залицяння Шепард(а), пояснюючи це тим, що справа ще не закінчена, а її голова забита планами порятунку Ферона, і ні про що інше вона зараз думати не збирається. Проте вона не позбавляє капітана надії, що після того, як робота буде виконана, можна буде спробувати продовжити стосунки.
Після прибуття Ліара і Шепард висаджуються на обшивку бази Сірого Посередника — гігантського корабля, який дрейфує в щільній грозовій хмарі на межі дня і ночі. Ворог знає про їхню присутність і кидає всі свої сили на їхнє знищення. Коли група дісталася входу всередину бази, Т'Соні використала дешифрувальний апарат.
Поки пристрій робив свою роботу, ворог здійснив відчайдушну спробу знищити їх. Ліара здивувалась неузгодженим діям противника і висловила думку, що краще б їм нападати відразу зі всіх сторін, на що Шепард сказав(ла), що не варто давати ворогу уроків з тактики, а то ще почують і скористаються її порадою. Зрештою ворога розбито, а код до замка підібрано.
Коли вони, нарешті, дістаються офісу Сірого Посередника, він показує поінформованість і говорить про те, як асарі просто блукає в темряві. Проте він недооцінює своїх ворогів. Ліара говорить, що Посередник насправді яг, представник раси вигнанців в Галактиці. Корабель було збудовано набагато раніше тих часів, коли Рада відкрила рідну планету ягів, а це означає, що цього яга взяв попередній Сірий Посередник як раба, чи домашнью тварину. Розлючений Посередник кидає у ворогів свій стіл, чим відразу вивів з бою другого супутника капітана, і вступає в бій з Шепард(ом) і Ліарою. Після затяжної битви Шепард відволікає Посередника, поки Ліара з допомогою біотики пробиває резервуар з рідиною, який був над Сірим Посередником. Рідина змушує бар'єри Посередника самознищитися, і він гине під час вибуху.
Поки команда приходить до тями, електрика на короткий час відключається, що позволяє Ферону втекти. В офісі Посередника агенти починають розпитувати, чому припинився сигнал.
Ліара підходить до величезних комп'ютерних терміналів і, зібравшись з силами, контактує з агентами, використовуючи голос Сірого Посередника. Вона пояснює, що електрику вибило тимчасово, коли вони оновлювали апаратуру. Тим часом, Ферон вривається в офіс зі зброєю, але опускає її, коли бачить, що сталося. Ферон і Шепард запитують, чи це те, чого хотіла Ліара. Вона відповідає, що так. Дрел і другий супутник йдуть, залишаючи Шепард(а) і Ліару наодинці.
Вона не вірить, що все пройшло так вдало, адже Т'Соні планувала тільки звільнити Ферона, хоча у неї і було бажання поквитатися з Сірим Посередником. Ліара постала перед важким вибором. Вона могла приєднатися до Шепард(а), але втратити базу зі всіма каналами та інформацією Сірого Посередника. Т'Соні уявляла, які перед нею відкриваються можливості. Вона запевнила Шепард(а), що зможе знайти щось корисне для боротьби зі Жнецями, їй лише потрібен час. Капітан також розуміє, що такий подарунок долі не можна випускати з рук, але шкодує, що Ліара не може піти з ним(нею).

### Роман
|                                                       | Я втратила два роки, оплакуючи тебе. Значить, якщо ми хочемо бути разом, я повинна знати, що ти завжди повернешся |
| — Ліара, Mass Effect 2,DLC "Лігво Сірого Посередника" | |

Протягом місії Сірого Посередника, Шепард має можливість попробувати з'ясувати стосунки з Ліарою до початку штурму бази Сірого Посередника, сказавши їй, що його(її) обурює, як Ліара використовує його(її) лише для пошуків Посередника. Ліара відповідає, що вона не може «забути два роки горя». Після того, як Шепард перемагає яга і Ліара стає новим Сірим Посередником, Шепард запитує її — чи цього вона хотіла. Ліара починає перераховувати шляхи, які можна використати, щоб допомогти Шепард(у), використовуючи своє нове становище, але потім заливається слізьми, бо не може повірити, що два роки її помсти залишилися позаду. Якщо Шепард вирішує розрадити її, він(вона) скаже, що тепер з нею все буде гаразд. Вона продовжує говорити, що вони тепер зовсім інші люди, ніж були раніше. Якщо Шепард вирішить розрадити Ліару ще раз, капітан цілує її і гарантує, що разом у них все буде добре.
Пізніше капітан може запитати Ліару, чи в неї були романтичні стосунки з Фероном, але Ліара запевняє Шепард(а), що вона і Ферон «просто друзі», і що Шепард чітко дав зрозуміти, що вона «як ви, люди, кажете, зайнята». Потім Ліара говорить, що скучає за Шепард(ом), але не хоче тиснути на капітана. Шепард може залишитися з нею просто друзями, або знову почати стосунки. Незалежно від відповіді, Шепард може запросити Ліару випити на «Нормандію», але якщо вони вирішили продовжити роман, розмова в наступній кат-сцені сконцентрується на Ліарі, яка буде запитувати Шепард(а) про їхнє майбутнє. Якщо Шепард вибирає відповідь «довго і щасливо», Шепард говорить про осіле життя, що буде: весілля і «купа синеньких діток». Ліара говорить, що не зможе жити з думкою, що втратить Шепард(а) ще раз, і просить його(її) пообіцяти, що він(вона) завжди буде повертатися.
Шепард дражнить Ліару, кажучи, що вона потребує занадто великої обіцянки, і каже, що йому(їй) потрібно щось особливе для повернення і що вона повинна прийняти його(її) пропозицію.
Ліара відповідає, що вона відкрита для пропозицій. Її очі стають чорними, і кат-сцена завершується, а потім Ліара повідомляє Шепард(у), що вона буде йому(їй) дуже рада, якщо він(вона) буде повертатися до неї на корабель-базу Сірого Посередника.

### Таланти
| \| Клас: Учений-асарі \| \| \| \| Сингулярність \| \| \| Деформація \| \| \| Учений-асарі \| \| Файл:Me2 \| Стазис \| |               |
| Клас: Учений-асарі |               |
| | Сингулярність |
| | Деформація    |
| | Учений-асарі  |
| Файл:Me2 | Стазис        |

## Mass Effect 3
У третій частині трилогії ми знову зустрічаємося з Ліарою. Вона знову в строю і літає з вами на «Нормандії», за сумісництвом виконуючи обов'язки Сірого Посередника. Шепард зустрічає її на Марсі, куди її відправив на допомогу дослідницькій групі Альянсу адмірал Хакет. Разом з Шепард(ом) вона знаходить протеанські креслення древньої зброї, яка отримала назву «Горн», і яка, на їхню думку, може допомогти перемогти Жнеців. Ліара, яка має великий досвід роботи з протеанськими технологіями, в найкоротший термін розшифровує креслення і надсилає їх силам Альянсу, а потім активно допомагає їм вже як Сірий Посередник, надсилає необхідні ресурси для будівництва зброї.
Після місії на Марсі, Ліара переселяється в колишню кімнату Міранди Лоусон. Кімната виконує роль повністю робочого офісу Сірого Посередника, з терміналами і моніторами, які вдалося врятувати з корабля Посередника після атаки «Цербера». Тут є також дрон Посередника, тепер перепрограмований і названий «Гліф».
В кафе «Аполо» можна поспілкуватися з матріархом Етітою. Внаслідок розмови можна з'ясувати, що вона є «батьком» Ліари. Потім можна переконати Ліару поговорити з нею.
Після одного з завдань Ліара просить зустрітися з нею в каюті капітана, щоб показати свій проект. Вона створила часову капсулу, яка містить різну інформацію про їхній цикл, включно з інформацією про Жнеців і плани «Горну». Вона розіслала багато копій на різні планети, щоб у разі їхньої невдачі в боротьбі зі Жнецями, наступний цикл міг продовжити цю справу. Проте, вона хотіла запитати, як вона має зобразити Шепард(а) для наступних поколінь. Шепард може сказати, щоб вона сама вирішила, щоб була чесною, або щоб показала, як капітан всіх надихав. Якщо дати Ліарі самій вирішити, вона опише Шепард(а) відповідно до передісторії, класу, і характеру.
Під час місії на рідній планеті асарі — Тессії, Ліара відправляється з Шепард(ом), щоб допомогти знайти древній артефакт, який за здогадками являє собою або зв'язаний з Каталізатором — ключовим елементом Горну. По закінченню місії Ліара знаходиться у дуже пригніченому стані після того, як побачила рідну планету, захоплену Жнецями.

### Таланти
| Бар'єр: 625 / Здоров'я: 250 |                    |
| Клас: Чистий Біотик         |                    |
|                             | Сингулярність      |
|                             | Стазис             |
|                             | Деформуючі патрони |
|                             | Деформація         |

## Цікаві факти
- Лице Ліари змодельоване з актриси Джилліан Мюррей[en].
- Ліара — єдина асарі в грі, що має брови, не враховуючи її матері Бенезії. При чому зблизька добре помітно, що її брови насправді лише макіяж, тоді як волосяний покрив брів у неї відсутній, як і в інших асарі.
- Ліара — єдиний член екіпажу, який не може загинути протягом всієї серії (не враховуючи фінал Mass Effect 3).
- Ліара — найпопулярніший напарник Шепард(а). На завдання її беруть близько 25 % всіх гравців.